# 698
698 (DCXCVIII) var ett normalår som började en tisdag i den julianska kalendern.

## Händelser

### Okänt datum
- Staden Karthago, som har återuppbyggts av Julius Caesar 44 f.Kr. och då blivit huvudstad i den romerska provinsen Africa terra, rivs av araberna.[1][2]
- Bysantinske  generalen Heraclius, bror till Tiberius III, inleder ett fälttåg in i Syrien, besegrar en armé från Antiochia vid Orontes och gör räder så långt bort som till Samosata.[3][4]

## Födda
- Wang Wei, kinesisk poet.